# 3958 Komendantov
3958 Komendantov (1953 TC) là một tiểu hành tinh vành đai chính được phát hiện ngày 10 tháng 10 năm 1953 bởi P. F. Shajn ở Simeis.